# Yawm Sa'id
Yawm Sa'id  listen (?·pàg.) (àrab: يوم سعيد, Yawm saʿīd, ‘Un dia feliç’) és una pel·lícula dramàtica egípcia del 1939 dirigida per Mohammed Karim i protagonitzada per l'actor i músic egipci Mohammed Abdel Wahab. Aquesta també va ser la primera pel·lícula en la qual va actuar Faten Hamama, que llavors només tenia vuit anys.

## Argument
Abdel Wahab interpreta el paper d'un jove que no té sort i és acomiadat de la seva feina. Coneix una dona molt bonica i se n'enamora. Tanmateix, els pares d'ella no aproven l'home. El jove es guanya una bona reputació i es fa famós i una dama rica, enamorada d'ell en secret, li demana lliçons de música, només per apropar-se a ell. Quan la dama rica descobreix que està enamorat d'una altra dona, intenta arruïnar la seva relació, però fracassa i els amants romanen junts. Després d'això, els pares de l'enamorada estan convençuts de la lleialtat i l'amor d'ell i l'accepten com a marit de la seva filla.
- Mohammed Abdel Wahab
- Faten Hamama
- Samiha Samih